# Torneo di scacchi di Linares
L'annuale torneo di scacchi di Linares derivava il nome dalla città spagnola di Linares in Andalusia, che lo ospitava. La sua importanza era tale che venne talvolta descritto come la Wimbledon degli scacchi.

## Storia
L'evento, sponsorizzato da Luis Rentero, tenne la sua prima edizione nel 1978. All'epoca non era un evento di élite, e venne vinto dal poco conosciuto giocatore svedese Jaan Eslon. Dopo l'edizione dell'anno successivo venne tenuto con cadenza biennale fino al 1987, quando non si disputò perché Linares fu scelta per ospitare la finale dei candidati (per determinare chi avrebbe sfidato Garri Kasparov per il titolo di campione del mondo di scacchi) tra Anatolij Karpov e Andrej Sokolov. Dal 1988 il torneo tenne ogni anno (ad eccezione del 1996, perché Linares fu scelta per ospitare la finale del campionato del mondo femminile).
Dal 1998 al 2004, il torneo di Linares è stato un torneo a doppio turno con sette giocatori (in cui ognuno gioca due partite contro ogni avversario, una con i pezzi bianchi e una con i neri). In seguito i giocatori sono diventati otto.
Dal 2006 al 2008 il torneo è stato diviso in due parti: la prima parte giocata nella città messicana di Morelia, mentre la seconda parte continua ad essere giocata a Linares. Il nome del torneo è stato cambiato in queste occasioni in "Torneo intercontinentale di Linares-Morelia".
Nel 2009 però, sia a causa di difficoltà con gli sponsor di parte messicana, sia a causa delle lamentele di alcuni giocatori che non si trovavano a proprio agio a gestire i problemi fisico-mentali legati al forte cambio di fuso orario e conseguente jet lag, il torneo è stato disputato unicamente a Linares nell'edizione 2010. 
Problemi economici misero fine all'evento a partire da quella data.

## Albo d'oro dei vincitori
Nota: le colonne si possono ordinare coi pulsanti in alto.
| Ed. | Anno | Vincitore                       | Paese            |
| --- | ---- | ------------------------------- | ---------------- |
| 1   | 1978 | Jaan Eslon                      | Svezia           |
| 2   | 1979 | Larry Christiansen              | Stati Uniti      |
| 3   | 1981 | Anatolij Karpov[1]              | Unione Sovietica |
| 4   | 1983 | Boris Spasskij                  | Unione Sovietica |
| 5   | 1985 | Ljubomir Ljubojević[2]          | Jugoslavia       |
| 6   | 1988 | Jan Timman                      | Paesi Bassi      |
| 7   | 1989 | Vasyl' Ivančuk                  | Unione Sovietica |
| 8   | 1990 | Garri Kasparov                  | Unione Sovietica |
| 9   | 1991 | Vasyl' Ivančuk                  | Unione Sovietica |
| 10  | 1992 | Garri Kasparov                  | Russia           |
| 11  | 1993 | Garri Kasparov                  | Russia           |
| 12  | 1994 | Anatolij Karpov[3]              | Russia           |
| 13  | 1995 | Vasyl' Ivančuk                  | Ucraina          |
| 14  | 1997 | Garri Kasparov                  | Russia           |
| 15  | 1998 | Viswanathan Anand               | India            |
| 16  | 1999 | Garri Kasparov[4]               | Russia           |
| 17  | 2000 | Garri Kasparov Vladimir Kramnik | Russia           |
| 18  | 2001 | Garri Kasparov                  | Russia           |
| 19  | 2002 | Garri Kasparov                  | Russia           |
| 20  | 2003 | Péter Lékó[5]                   | Ungheria         |
| 21  | 2004 | Vladimir Kramnik                | Russia           |
| 22  | 2005 | Garri Kasparov[6]               | Russia           |
| 23  | 2006 | Lewon Aronyan                   | Armenia          |
| 24  | 2007 | Viswanathan Anand               | India            |
| 25  | 2008 | Viswanathan Anand               | India            |
| 26  | 2009 | Aleksandr Griščuk [7]           | Russia           |
| 27  | 2010 | Veselin Topalov                 | Bulgaria         |
- Plurivincitori: Kasparov, 9 vittorie[8] – Anand e Ivančuk, 3 vittorie – Karpov e Kramnik, 2 vittorie.

## Risultati

### 1994
|    | Giocatore                           | Elo  | 1 | 2 | 3 | 4 | 5 | 6 | 7 | 8 | 9 | 10 | 11 | 12 | 13 | 14 | Punti | Perf. | Pos. |
| -- | ----------------------------------- | ---- | - | - | - | - | - | - | - | - | - | -- | -- | -- | -- | -- | ----- | ----- | ---- |
| 1  | Anatoly Karpov (Russia)             | 2740 |   | ½ | ½ | 1 | 1 | 1 | 1 | ½ | ½ | 1  | 1  | 1  | 1  | 1  | 11    | 2978  | 1    |
| 2  | Garry Kasparov (Russia)             | 2815 | ½ |   | ½ | 1 | 0 | 0 | ½ | 1 | 1 | 1  | ½  | 1  | 1  | ½  | 8½    | 2786  | 2–3  |
| 3  | Alexei Shirov (Lettonia)            | 2715 | ½ | ½ |   | 0 | 0 | 1 | 1 | ½ | 1 | 1  | ½  | 1  | 1  | ½  | 8½    | 2794  | 2–3  |
| 4  | Evgeny Bareev (Russia)              | 2685 | 0 | 0 | 1 |   | ½ | ½ | 1 | ½ | ½ | 1  | 0  | 1  | ½  | 1  | 7½    | 2743  | 4    |
| 5  | Joël Lautier (Francia)              | 2625 | 0 | 1 | 1 | ½ |   | ½ | 1 | 1 | 0 | 0  | ½  | 0  | 1  | ½  | 7     | 2720  | 5–6  |
| 6  | Vladimir Kramnik (Russia)           | 2710 | 0 | 1 | 0 | ½ | ½ |   | 0 | ½ | ½ | ½  | ½  | 1  | 1  | 1  | 7     | 2713  | 5–6  |
| 7  | Veselin Topalov (Bulgaria)          | 2640 | 0 | ½ | 0 | 0 | 0 | 1 |   | 1 | ½ | 1  | 1  | ½  | 0  | 1  | 6½    | 2690  | 7–9  |
| 8  | Viswanathan Anand (India)           | 2715 | ½ | 0 | ½ | ½ | 0 | ½ | 0 |   | 1 | 0  | ½  | 1  | 1  | 1  | 6½    | 2684  | 7–9  |
| 9  | Gata Kamsky (Stati Uniti d'America) | 2695 | ½ | 0 | 0 | ½ | 1 | ½ | ½ | 0 |   | ½  | ½  | 1  | ½  | 1  | 6½    | 2685  | 7–9  |
| 10 | Vasyl Ivanchuk (Ucraina)            | 2710 | 0 | 0 | 0 | 0 | 1 | ½ | 0 | 1 | ½ |    | ½  | 1  | ½  | 1  | 6     | 2655  | 10   |
| 11 | Boris Gelfand (Bielorussia)         | 2685 | 0 | ½ | ½ | 1 | ½ | ½ | 0 | ½ | ½ | ½  |    | 0  | ½  | ½  | 5½    | 2629  | 11   |
| 12 | Miguel Illescas (Spagna)            | 2590 | 0 | 0 | 0 | 0 | 1 | 0 | ½ | 0 | 0 | 0  | 1  |    | 1  | 1  | 4½    | 2583  | 12   |
| 13 | Judit Polgár (Ungheria)             | 2630 | 0 | 0 | 0 | ½ | 0 | 0 | 1 | 0 | ½ | ½  | ½  | 0  |    | 1  | 4     | 2549  | 13   |
| 14 | Alexander Beliavsky (Ucraina)       | 2650 | 0 | ½ | ½ | 0 | ½ | 0 | 0 | 0 | 0 | 0  | ½  | 0  | 0  |    | 2     | 2393  | 14   |

### 1999
|   | Giocatore                   | Elo  | 1   | 2   | 3   | 4   | 5   | 6   | 7   | 8   | Punti | Vitt. | Perf. |
| - | --------------------------- | ---- | --- | --- | --- | --- | --- | --- | --- | --- | ----- | ----- | ----- |
| 1 | Garry Kasparov (Russia)     | 2812 |     | ½ 1 | ½ ½ | ½ ½ | 1 1 | 1 ½ | ½ 1 | 1 1 | 10½   |       | 2817  |
| 2 | Viswanathan Anand (India)   | 2781 | ½ 0 |     | ½ ½ | ½ ½ | ½ ½ | ½ 1 | 1 ½ | ½ 1 | 8     | 3     | 2778  |
| 3 | Vladimir Kramnik (Russia)   | 2751 | ½ ½ | ½ ½ |     | ½ ½ | ½ ½ | ½ ½ | ½ 1 | 1 ½ | 8     | 2     | 2782  |
| 4 | Peter Leko (Ungheria)       | 2694 | ½ ½ | ½ ½ | ½ ½ |     | 1 ½ | ½ ½ | 0 ½ | 0 ½ | 6½    |       | 2712  |
| 5 | Vasyl Ivanchuk (Ucraina)    | 2714 | 0 0 | ½ ½ | ½ ½ | 0 ½ |     | ½ 1 | 1 ½ | 0 ½ | 6     | 2     | 2688  |
| 6 | Veselin Topalov (Bulgaria)  | 2700 | 0 ½ | ½ 0 | ½ ½ | ½ ½ | ½ 0 |     | ½ 1 | ½ ½ | 6     | 1     | 2690  |
| 7 | Peter Svidler (Russia)      | 2713 | ½ 0 | 0 ½ | ½ 0 | 1 ½ | 0 ½ | ½ 0 |     | ½ 1 | 5½    | 2     | 2658  |
| 8 | Michael Adams (Inghilterra) | 2716 | 0 0 | ½ 0 | 0 ½ | 1 ½ | 1 ½ | ½ ½ | ½ 0 |     | 5½    | 2     | 2657  |

### 2007

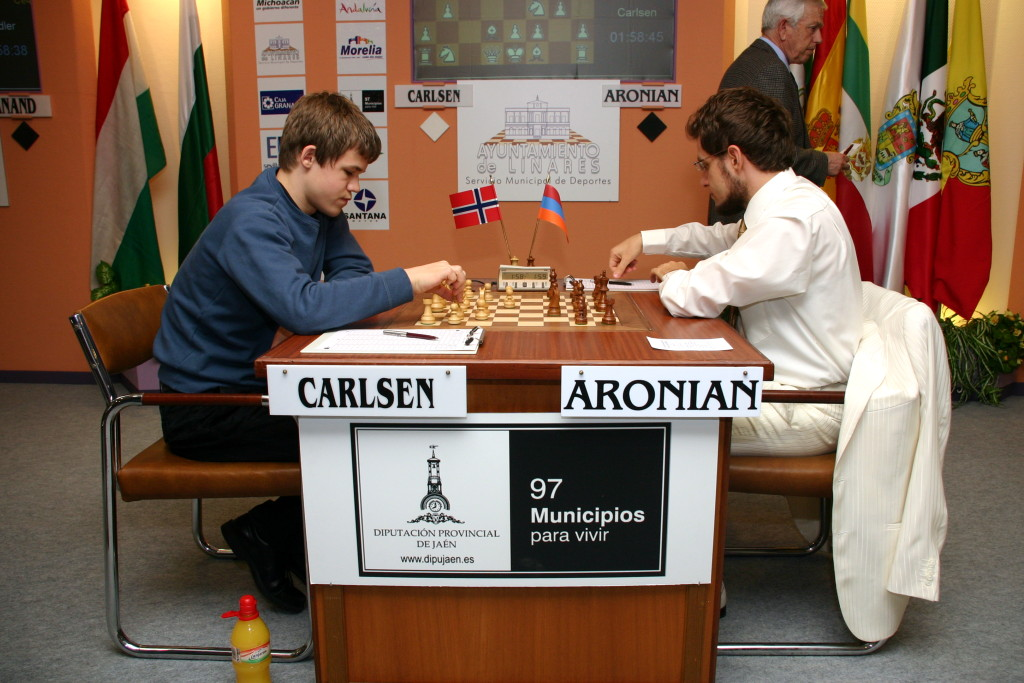
Magnus Carlsen (Norvegia) e Levon Aronian (Armenia) durante l'edizione del 2007

|   | Giocatore                     | Elo  | 1   | 2   | 3   | 4   | 5   | 6   | 7   | 8   | Punti | Perf. |
| - | ----------------------------- | ---- | --- | --- | --- | --- | --- | --- | --- | --- | ----- | ----- |
| 1 | Viswanathan Anand (India)     | 2779 |     | 1 1 | 1 ½ | 0 ½ | ½ ½ | ½ ½ | ½ ½ | 1 ½ | 8½    | 2820  |
| 2 | Magnus Carlsen (Norvegia)     | 2690 | 0 0 |     | 1 ½ | ½ ½ | ½ ½ | 1 1 | 1 ½ | ½ 0 | 7½    | 2782  |
| 3 | Alexander Morozevich (Russia) | 2741 | 0 ½ | 0 ½ |     | ½ ½ | ½ 1 | ½ 1 | 0 1 | ½ 1 | 7½    | 2775  |
| 4 | Levon Aronian (Armenia)       | 2744 | 1 ½ | ½ ½ | ½ ½ |     | ½ ½ | 0 ½ | ½ ½ | ½ ½ | 7     | 2745  |
| 5 | Peter Svidler (Russia)        | 2728 | ½ ½ | ½ ½ | ½ 0 | ½ ½ |     | ½ ½ | ½ ½ | ½ 1 | 7     | 2748  |
| 6 | Vasyl Ivanchuk (Ucraina)      | 2750 | ½ ½ | 0 0 | ½ 0 | 1 ½ | ½ ½ |     | 1 ½ | ½ ½ | 6½    | 2715  |
| 7 | Veselin Topalov (Bulgaria)    | 2783 | ½ ½ | 0 ½ | 1 0 | ½ ½ | ½ ½ | 0 ½ |     | ½ ½ | 6     | 2690  |
| 8 | Peter Leko (Ungheria)         | 2749 | 0 ½ | ½ 1 | ½ 0 | ½ ½ | ½ 0 | ½ ½ | ½ ½ |     | 6     | 2695  |

### 2009
|   | Giocatore                     | Elo  | 1   | 2   | 3   | 4   | 5   | 6   | 7   | 8   | Punti | Vitt. | Perf. |
| - | ----------------------------- | ---- | --- | --- | --- | --- | --- | --- | --- | --- | ----- | ----- | ----- |
| 1 | Alexander Grischuk (Russia)   | 2733 |     | ½ ½ | ½ 0 | ½ ½ | 1 ½ | 1 ½ | 1 ½ | ½ ½ | 8     | 3     | 2809  |
| 2 | Vasyl Ivanchuk (Ucraina)      | 2779 | ½ ½ |     | ½ ½ | ½ ½ | ½ ½ | ½ ½ | 1 1 | ½ ½ | 8     | 2     | 2802  |
| 3 | Magnus Carlsen (Norvegia)     | 2776 | ½ 1 | ½ ½ |     | 1 ½ | ½ ½ | ½ 0 | ½ 0 | ½ 1 | 7½    |       | 2781  |
| 4 | Viswanathan Anand (India)     | 2791 | ½ ½ | ½ ½ | 0 ½ |     | 1 ½ | 1 ½ | 0 ½ | ½ ½ | 7     |       | 2750  |
| 5 | Teimour Radjabov (Azerbaijan) | 2761 | 0 ½ | ½ ½ | ½ ½ | 0 ½ |     | ½ ½ | ½ 1 | ½ ½ | 6½    |       | 2726  |
| 6 | Wang Yue (Cina)               | 2739 | 0 ½ | ½ ½ | ½ 1 | 0 ½ | ½ ½ |     | ½ ½ | ½ ½ | 6½    |       | 2729  |
| 7 | Levon Aronian (Armenia)       | 2750 | 0 ½ | 0 0 | ½ 1 | 1 ½ | ½ 0 | ½ ½ |     | 1 ½ | 6½    |       | 2727  |
| 8 | Leinier Domínguez (Cuba)      | 2717 | ½ ½ | ½ ½ | ½ 0 | ½ ½ | ½ ½ | ½ ½ | 0 ½ |     | 6     |       | 2711  |

## Galleria d'immagini

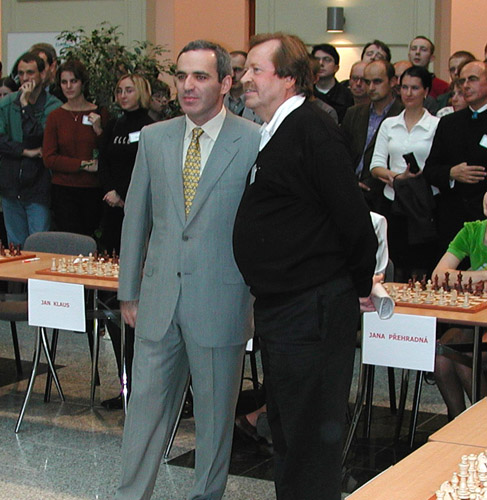
Garri Kasparov
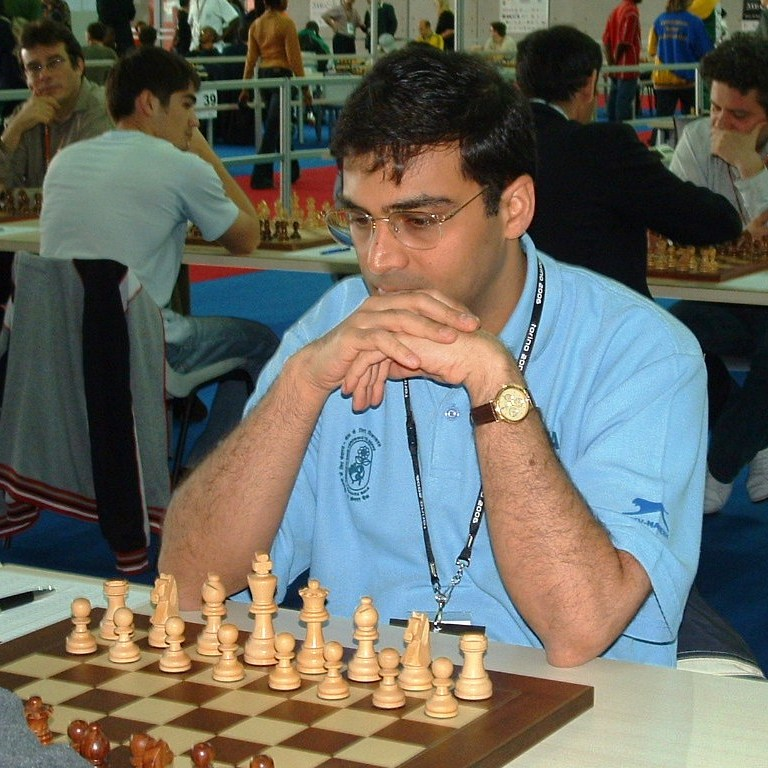
Viswanathan Anand
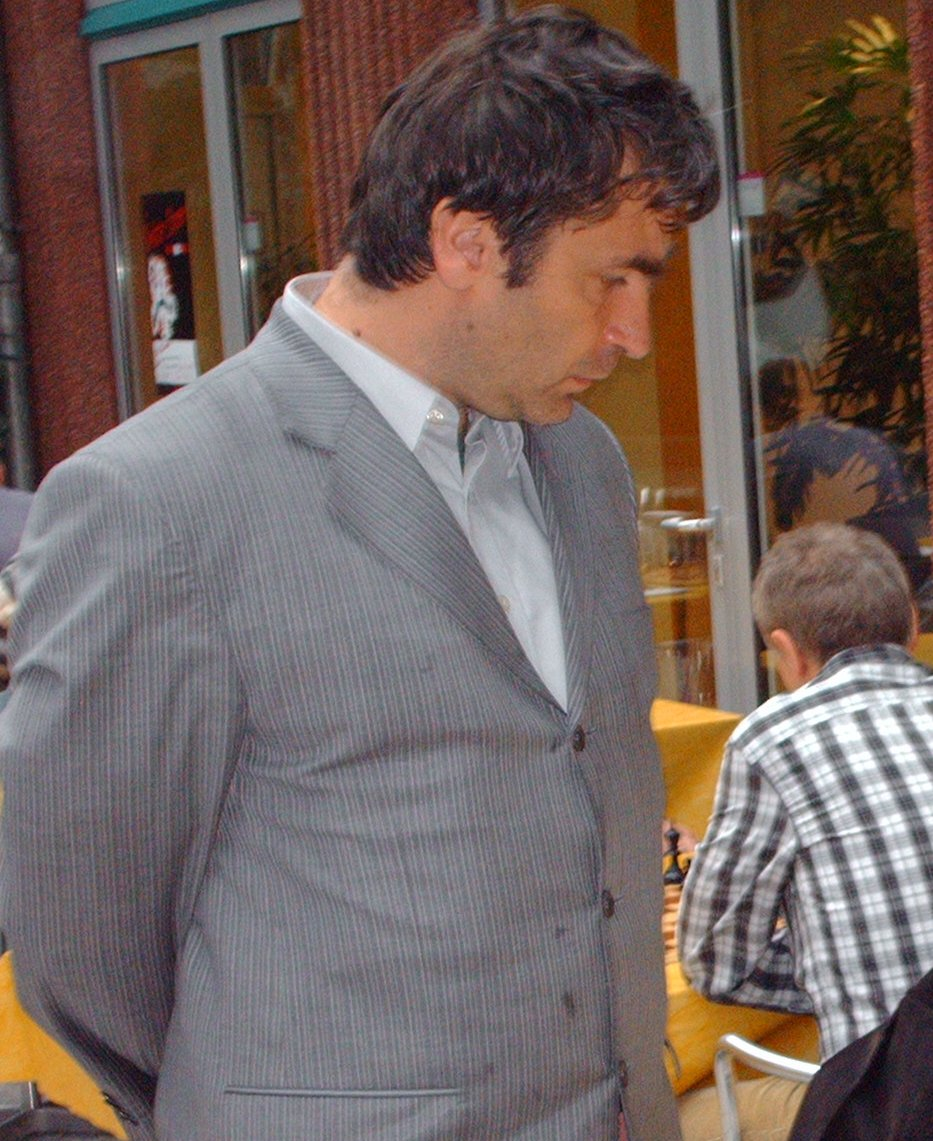
Vasyl' Ivančuk
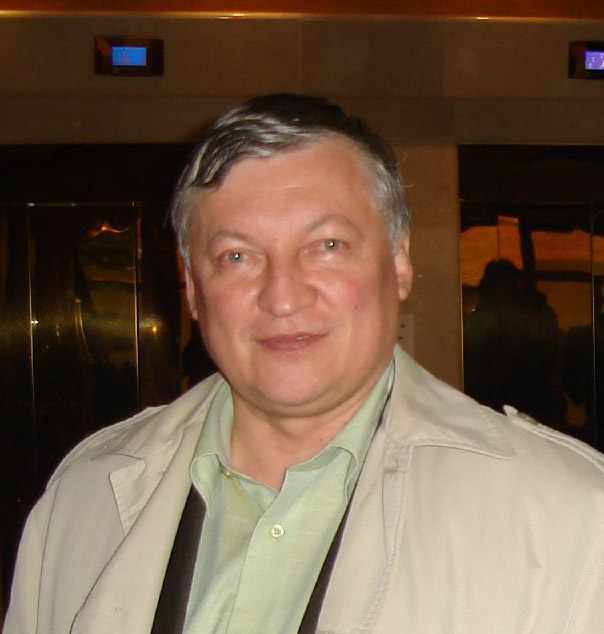
Anatolij Karpov
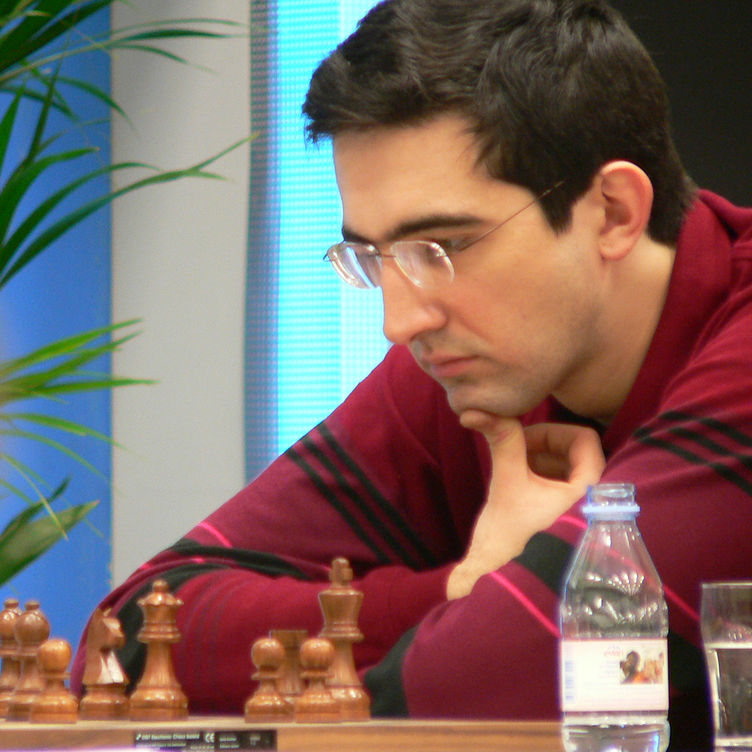
Vladimir Kramnik
Ljubomir Ljubojević
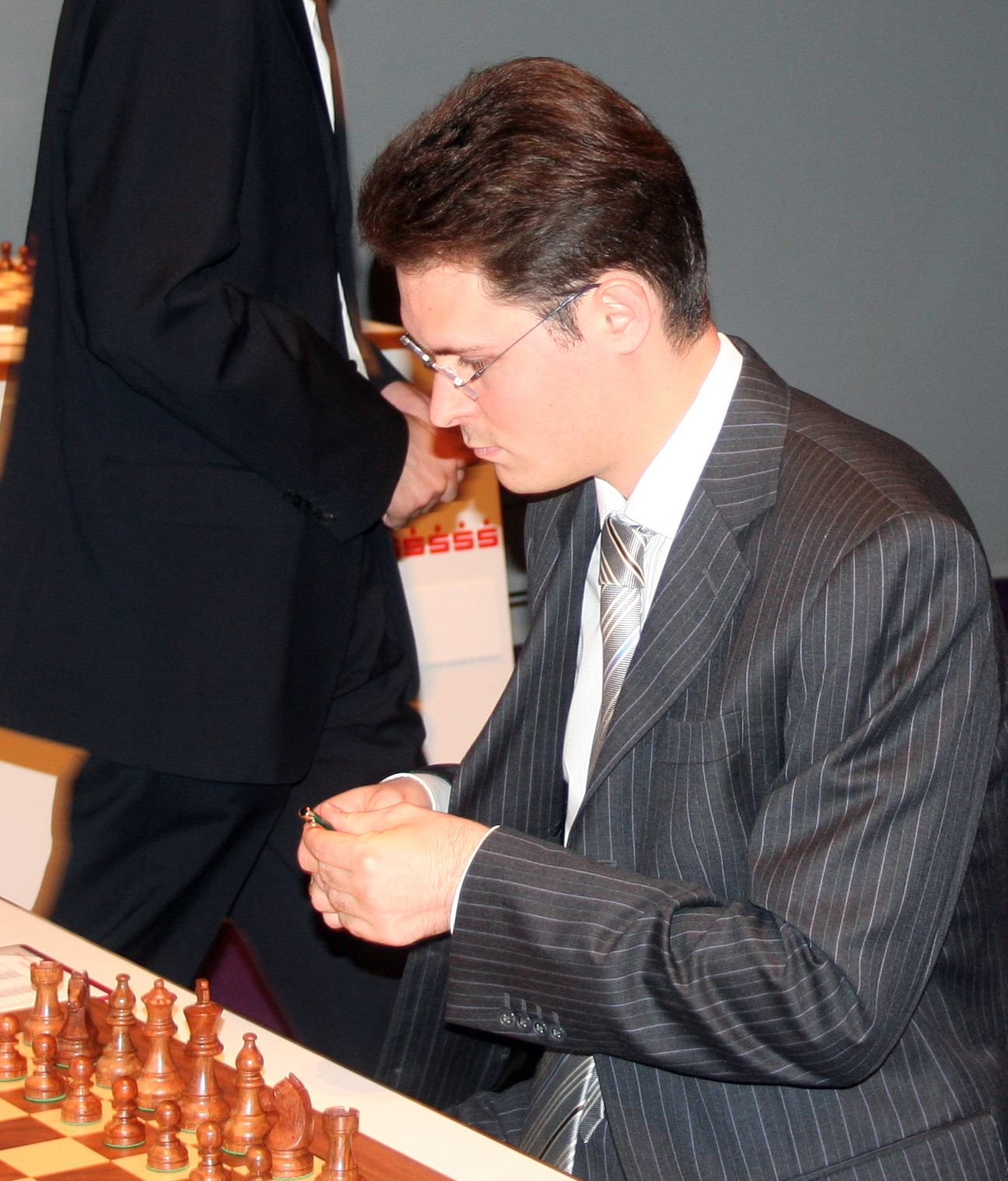
Péter Lékó
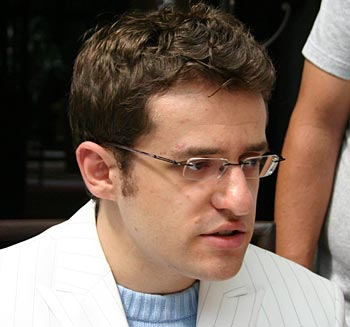
Lewon Aronyan